# Victor d'Arcy
Pour les articles homonymes, voir D'Arcy.
Victor Henry Augustus « Vic » d'Arcy (né le 30 juin 1887 à Londres, mort le 12 mars 1961 à Fish Hoek, au Cap) est un athlète britannique, spécialiste du sprint.
Il remporte la médaille d'or du relais 4 × 100 m lors des Jeux olympiques de 1912 où cette épreuve est courue pour la première fois, profitant de la disqualification de l'Allemagne arrivée en tête. Il avait été éliminé en demi-finales du 100 m et du 200 m. Lors des Jeux de 1920, il atteint également la demi-finale du 100 m. Il est aussi le troisième relayeur britannique qui termine 4e en finale.